# محمد الهوتی
محمد الهوتی (عربی: محمد هويدى الهوتي؛ زادهٔ ۱۹ ژانویهٔ ۱۹۸۶) بازیکن فوتبال اهل عمان بود.
از باشگاه‌هایی که در آن بازی کرده‌است می‌توان به باشگاه فوتبال النهده عمان اشاره کرد.
وی همچنین در تیم ملی فوتبال عمان بازی کرده‌است.